# Damáspia
Damáspia (em grego: Damáspiā, provavelmente derivado do persa antigo *Jāmāspī-) foi uma rainha aquemênida, consorte de Artaxerxes I e mãe de seu herdeiro legítimo, Xerxes II. Ainda não há nenhuma evidência disponível sobre sua idade e linhagem.
De acordo com o historiador grego Ctésias, Damáspia e seu marido morreram no mesmo dia em 424 ou 423 a.C. Talvez isso tenha acontecido durante uma expedição militar ou os cônjuges tenham sido envenenados.[carece de fontes?] Os corpos do casal foram transportados para a Pérsia. Xerxes II sucedeu a seu pai, mas foi assassinado após 45 dias de reinado por seu meio-irmão Soguediano, que então assumiu o trono. Artaxerxes I foi sepultado em uma tumba em Naqsh-i Rustam, e a julgar pelo relato de Ctésias, o corpo de Damáspia foi sepultado na mesma tumba.
O livro de Ctésias é a única fonte que menciona Damáspia pelo nome, e o faz apenas uma vez. Alguns documentos babilônicos datados do reinado de Artaxerxes, referem-se a certas propriedades como "a casa da mulher do palácio". Esta mulher anônima pode ser Damáspia ou a rainha-mãe Améstris. Por sua vez, em um episódio do livro bíblico de Neemias (Neemias 2:6) o rei Artaxerxes é mencionado como estando na companhia de uma esposa real, que poderia ser identificada com Damáspia ou com uma consorte de posição inferior. Em favor da última possibilidade, foi apontado que a palavra usada no texto bíblico antes coincide com o significado de "mulher do harém".